# Subtropisk doradito
Subtropisk doradito (Pseudocolopteryx acutipennis) är en fågel i familjen tyranner inom ordningen tättingar.

## Utbredning och systematik
Fågeln förekommer i Anderna från Colombia till nordvästra Argentina (söderut till La Rioja). Den behandlas som monotypisk, det vill säga att den inte delas in i några underarter.

## Status
IUCN kategoriserar arten som livskraftig.